# فهرست قنات‌های شهرستان کبودرآهنگ
جدول زیر بر اساس آمار وزارت جهاد کشاورزیتهیه شده‌است. فهرست زیر قنات‌های شهرستان کبودرآهنگ در استان همدان را نشان می‌دهد.
| نام قنات                    | موقعیت                            | نزدیک‌ترین روستا | طول قنات (متر) | تعداد میله چاه | عمق مادر چاه | دبی (لیتر بر ثانیه) | سطح زیر کشت (هکتار) |
| --------------------------- | --------------------------------- | --------------- | -------------- | -------------- | ------------ | ------------------- | ------------------- |
| آب شرب                      | بخشی نامعلوم در شهرستان کبودرآهنگ | وصله            | ۱۶۰            | ۸              | ۹            | ۸                   | ۳۵                  |
| ارمنی کهریز                 | بخشی نامعلوم در شهرستان کبودرآهنگ | داس قلعه        | ۱۰۰            | ۳              | ۸            | ۱۵                  | ۳                   |
| استقاله                     | بخشی نامعلوم در شهرستان کبودرآهنگ | داس قلعه        | ۱۵۰۰           | ۳۷             | ۱۵           | ۵۰                  | ۳۵                  |
| اشاق کهریز                  | بخش شیرین‌سو شهرستان کبودرآهنگ     | اکنلو           | ۱۲۰۰           | ۶۰             | ۱۵           | ۳۵                  | ۶۰                  |
| اشاقی حالادره سی            | بخش گل تپه شهرستان کبودرآهنگ      | قباق تپه کرد    | ۵۰             | ۵              | ۳            | ۳                   | ۱۳                  |
| اشاقی زین‌آباد               | بخشی نامعلوم در شهرستان کبودرآهنگ | زین‌آباد         | ۱۰۰۰           | ۳۳             | ۹            | ۶                   | ۶                   |
| اشاقی سو                    | بخش گل تپه شهرستان کبودرآهنگ      | کلب حصاری       | ۲۰۰            | ۲۰             | ۹            | ۵                   | ۳۰                  |
| اشاقی کهریز                 | بخشی نامعلوم در شهرستان کبودرآهنگ | پیرانبار        | ۵۰۰            | ۵۰             | ۶            | ۲۰                  | ۴۰                  |
| اشاقی کهریز                 | بخش گل تپه شهرستان کبودرآهنگ      | جزارخی          | ۳۰۰            | ۱۶             | ۴            | ۲۰                  | ۱۵                  |
| اشاقی کهریز                 | بخش گل تپه شهرستان کبودرآهنگ      | حسن تیمور       | ۲۰۰            | ۱۰             | ۸            | ۵                   | ۱۰                  |
| اشاقی کهریز                 | بخش گل تپه شهرستان کبودرآهنگ      | خواجه کندی      | ۲۰۰            | ۲۰             | ۵            | ۱٫۵                 | ۱۰                  |
| اشاقی گل                    | بخش گل تپه شهرستان کبودرآهنگ      | گل تپه          | ۴۵             | ۳              | ۵            | ۸                   | ۱۵                  |
| اصمه                        | بخش مرکزی شهرستان کبودرآهنگ       | جیغی            | ۱۵۰            | ۱۰             | ۶            | ۲۰                  | ۴۰                  |
| اقا کوچک بلاغی              | بخشی نامعلوم در شهرستان کبودرآهنگ | داس قلعه        | ۱۵۰            | ۲              | ۶            | ۱۵                  | ۵                   |
| الوردتی                     | بخش گل تپه شهرستان کبودرآهنگ      | شیخ جراح        | ۲۰۰            | ۵              | ۳            | ۵                   | ۱۳                  |
| امراکهریزی                  | بخشی نامعلوم در شهرستان کبودرآهنگ | داس قلعه        | ۵۰۰            | ۱۵             | ۱۲           | ۲۰                  | ۱۰                  |
| امیرکهریزی                  | بخشی نامعلوم در شهرستان کبودرآهنگ | داس قلعه        | ۲۰۰            | ۴              | ۶            | ۱۵                  | ۱٫۵                 |
| امین علی کهریزی             | بخشی نامعلوم در شهرستان کبودرآهنگ | داس قلعه        | ۲۰۰            | ۱۶             | ۸            | ۲۰                  | ۱۰                  |
| اوچ بلاغ                    | بخشی نامعلوم در شهرستان کبودرآهنگ | داشور           | ۳۰۰۰           | ۱۰۰            | ۶            | ۲                   | ۷۵                  |
| اینچه کهریز                 | بخش گل تپه شهرستان کبودرآهنگ      | گزل ابدال       | ۵۰۰            | ۲۵             | ۹            | ۵                   | ۱۵۰                 |
| بالا بلاغی                  | بخشی نامعلوم در شهرستان کبودرآهنگ | داس قلعه        | ۲۰۰            | ۱۰             | ۴٫۵          | ۱۰                  | ۲                   |
| بالابلاغ                    | بخشی نامعلوم در شهرستان کبودرآهنگ | داس قلعه        | ۱۰۰            | ۵              | ۳            | ۵                   | ۲                   |
| بان                         | بخش گل تپه شهرستان کبودرآهنگ      | قباق تپه کرد    | ۵۰۰            | ۵۰             | ۵            | ۲۵                  | ۳۰                  |
| بانه                        | بخشی نامعلوم در شهرستان کبودرآهنگ | طاهرلو          | ۲۴۰            | ۱۲             | ۱۰           | ۵                   | ۳۰                  |
| برذن قید                    | بخشی نامعلوم در شهرستان کبودرآهنگ | داس قلعه        | ۳۰۰            | ۱۴             | ۱۰           | ۲۵                  | ۳                   |
| برزیان کهریز                | بخش شیرین‌سو شهرستان کبودرآهنگ     | حسین‌آباد        | ۵۰۰            | ۲۰             | ۶            | ۴۰                  | ۲۵                  |
| بلاغ                        | بخشی نامعلوم در شهرستان کبودرآهنگ | داس قلعه        | ۱۵۰            | ۰              | ۰            | ۵                   | ۲                   |
| بولاق                       | بخش گل تپه شهرستان کبودرآهنگ      | گمین قلعه       | ۱۰۰            | ۳              | ۶            | ۱۰                  | ۱۰                  |
| بولاق                       | بخش گل تپه شهرستان کبودرآهنگ      | جزارخی          | ۷۵             | ۳۰             | ۸            | ۴۵                  | ۱۵۰                 |
| بولاق                       | بخش گل تپه شهرستان کبودرآهنگ      | گمین قلعه       | ۱۰۰۰           | ۵۰             | ۱۰           | ۰                   | ۰                   |
| بیوک کهریز                  | بخش مرکزی شهرستان کبودرآهنگ       | گاوزبان         | ۱۰۰۰           | ۵۰             | ۱۰           | ۵                   | ۵۰۰                 |
| تازه بولاق                  | بخش گل تپه شهرستان کبودرآهنگ      | گل تپه          | ۱۴۰            | ۷              | ۵            | ۱۷                  | ۳۰                  |
| تازه سو                     | بخش شیرین‌سو شهرستان کبودرآهنگ     | باشقورتاران     | ۳۰۰            | ۱۵             | ۱۵           | ۱۰                  | ۵۰                  |
| تراب بلاقی                  | بخشی نامعلوم در شهرستان کبودرآهنگ | داس قلعه        | ۵۰۰            | ۱۳             | ۶            | ۲۵                  | ۵                   |
| ترباق گل                    | بخش مرکزی شهرستان کبودرآهنگ       | جیغی            | ۱۰۰            | ۵              | ۱۰           | ۱۵                  | ۴۰                  |
| تقی بلاغی                   | بخشی نامعلوم در شهرستان کبودرآهنگ | داس قلعه        | ۱۰۰            | ۲              | ۶            | ۱۵                  | ۳                   |
| تپه جیک بالا                | بخشی نامعلوم در شهرستان کبودرآهنگ | طاهرلو          | ۸۰             | ۴              | ۷            | ۷                   | ۱۰                  |
| تپه جیک طرف آقداش           | بخش مرکزی شهرستان کبودرآهنگ       | کوهین           | ۲۲۵            | ۱۵             | ۶            | ۴                   | ۱۰                  |
| تپه جیک طرف آقداش           | بخشی نامعلوم در شهرستان کبودرآهنگ | کوهین           | ۱۲۰            | ۴              | ۳            | ۱٫۵                 | ۵                   |
| تپه جیک پایین               | بخشی نامعلوم در شهرستان کبودرآهنگ | طاهرلو          | ۱۰۰            | ۵              | ۱۰           | ۸                   | ۱۰                  |
| جانان کهریزی                | بخشی نامعلوم در شهرستان کبودرآهنگ | اوریاد          | ۱۵۰            | ۵              | ۴            | ۲۵                  | ۵                   |
| جسیه لی                     | بخش گل تپه شهرستان کبودرآهنگ      | اقا بلاغی       | ۶۰۰            | ۴۰             | ۸            | ۱۵                  | ۸۰                  |
| جلیل بولاقی                 | بخش گل تپه شهرستان کبودرآهنگ      | گزل ابدال       | ۱۰۰            | ۱۵             | ۷            | ۱٫۵                 | ۳                   |
| جین گل                      | بخشی نامعلوم در شهرستان کبودرآهنگ | داس قلعه        | ۱۵۰            | ۷              | ۸            | ۱۵                  | ۵                   |
| حاج آقداشی                  | بخشی نامعلوم در شهرستان کبودرآهنگ | طاهرلو          | ۱۲۰            | ۶              | ۸            | ۱۵                  | ۲۰                  |
| حاج حق رضا بلاغی            | بخشی نامعلوم در شهرستان کبودرآهنگ | داس قلعه        | ۳۰۰            | ۱۴             | ۸            | ۲۵                  | ۸                   |
| حاج چاجات گاودره سی         | بخشی نامعلوم در شهرستان کبودرآهنگ | ولی محمد        | ۱۰۰            | ۳              | ۸            | ۴                   | ۱۰                  |
| حاجوکهریزی                  | بخش گل تپه شهرستان کبودرآهنگ      | طراقیه          | ۵۰۰            | ۲۰             | ۴            | ۱۵                  | ۵                   |
| حسن بلاغی                   | بخشی نامعلوم در شهرستان کبودرآهنگ | داس قلعه        | ۱۵             | ۳              | ۲۶۰          | ۱۰                  | ۱٫۵                 |
| حسین بلاغی                  | بخشی نامعلوم در شهرستان کبودرآهنگ | داس قلعه        | ۷۰             | ۳              | ۴            | ۵۰                  | ۲                   |
| حسین کرزی                   | بخشی نامعلوم در شهرستان کبودرآهنگ | اقداش           | ۳۵             | ۵              | ۰            | ۱۲                  | ۲۰                  |
| حسین کهریزی                 | بخشی نامعلوم در شهرستان کبودرآهنگ | داس قلعه        | ۱۰۰            | ۴              | ۶            | ۱۵                  | ۸                   |
| حق رضا دره سی               | بخشی نامعلوم در شهرستان کبودرآهنگ | زین‌آباد         | ۱۰             | ۱              | ۵            | ۲                   | ۱٫۵                 |
| حیدرکهریزی                  | بخشی نامعلوم در شهرستان کبودرآهنگ | داس قلعه        | ۱۵۰            | ۴              | ۶            | ۳                   | ۵                   |
| خداقلی چرده سی              | بخش گل تپه شهرستان کبودرآهنگ      | گزل ابدال       | ۲۰۰            | ۶              | ۴            | ۳                   | ۳                   |
| خرابه واشور                 | بخشی نامعلوم در شهرستان کبودرآهنگ | داس قلعه        | ۴۰۰            | ۱۴             | ۶            | ۳۰                  | ۳۰                  |
| خره علی کهریزی              | بخش گل تپه شهرستان کبودرآهنگ      | گل تپه          | ۱۶۰            | ۱۲             | ۴            | ۱۲                  | ۳۰                  |
| داش کهریز                   | بخش گل تپه شهرستان کبودرآهنگ      | سولیجه          | ۲۰۰            | ۲۰             | ۴            | ۱                   | ۱۵                  |
| دال بولاقی                  | بخش گل تپه شهرستان کبودرآهنگ      | گل تپه          | ۱۵۰            | ۱۱             | ۷            | ۷                   | ۱۲                  |
| دال دره                     | بخشی نامعلوم در شهرستان کبودرآهنگ | قوره جنیه       | ۲۰             | ۴              | ۴            | ۴                   | ۱۰                  |
| دربند                       | بخش مرکزی شهرستان کبودرآهنگ       | قزلجه کوهین     | ۱۲۷۰           | ۲۶             | ۱۵           | ۵۵                  | ۴۰                  |
| دربند                       | بخش مرکزی شهرستان کبودرآهنگ       | قزلجه کوهین     | ۳۰۰            | ۱۰             | ۵            | ۶                   | ۶                   |
| دربند                       | بخشی نامعلوم در شهرستان کبودرآهنگ | داس قلعه        | ۵۰۰            | ۵              | ۸            | ۳۰                  | ۵                   |
| دربندگلی                    | بخشی نامعلوم در شهرستان کبودرآهنگ | داس قلعه        | ۱۵۰            | ۱۲             | ۱۲           | ۲۵                  | ۱۵                  |
| دلی کهریز                   | بخش مرکزی شهرستان کبودرآهنگ       | دولی            | ۳۰۰            | ۳۰             | ۷            | ۴                   | ۱۵                  |
| دمدره                       | بخشی نامعلوم در شهرستان کبودرآهنگ | داس قلعه        | ۶۰             | ۲              | ۸            | ۱۰                  | ۳                   |
| دهنه                        | بخش شیرین‌سو شهرستان کبودرآهنگ     | باباخنجر        | ۲۰۰۰           | ۶۰             | ۱۰           | ۶۰                  | ۵۰                  |
| دوشان قاجار                 | بخش مرکزی شهرستان کبودرآهنگ       | اقچلو           | ۴۰             | ۵              | ۶            | ۳                   | ۰                   |
| دولایوکهریزی                | بخشی نامعلوم در شهرستان کبودرآهنگ | قباق تپه        | ۶۰۰۰           | ۲۰۰            | ۴۰           | ۱۱۰                 | ۲۰۰                 |
| دینارقویوسی                 | بخشی نامعلوم در شهرستان کبودرآهنگ | داس قلعه        | ۲۰۰            | ۷              | ۷            | ۲۰                  | ۶                   |
| زیربند                      | بخشی نامعلوم در شهرستان کبودرآهنگ | داس قلعه        | ۳۰۰            | ۱۲             | ۶            | ۱۵                  | ۵                   |
| ساری قیه                    | بخشی نامعلوم در شهرستان کبودرآهنگ | اورآباد         | ۱۸۰            | ۶              | ۳            | ۲٫۵                 | ۵                   |
| سزاب                        | بخش مرکزی شهرستان کبودرآهنگ       | اکنلو           | ۴۰۰            | ۲۰             | ۱۵           | ۵۰                  | ۴۵                  |
| سطان حسین رضائی کهریز       | بخش گل تپه شهرستان کبودرآهنگ      | اقچه قیه        | ۵۰             | ۱              | ۴            | ۴                   | ۱                   |
| سلطان بولاقی                | بخشی نامعلوم در شهرستان کبودرآهنگ | ولی محمد        | ۱۵             | ۵              | ۵            | ۲۰                  | ۲                   |
| سوخ بلاغ                    | بخشی نامعلوم در شهرستان کبودرآهنگ | ولی محمد        | ۲۰۰            | ۸              | ۷            | ۷                   | ۱۰                  |
| سوق بلاغ                    | بخشی نامعلوم در شهرستان کبودرآهنگ | اورباد          | ۳۰۰            | ۱۰             | ۸            | ۳٫۵                 | ۱۰                  |
| سیدعلی بلاغی                | بخشی نامعلوم در شهرستان کبودرآهنگ | داس قلعه        | ۴۰۰            | ۱۷             | ۸            | ۲۰                  | ۴                   |
| سیزگوزلوین                  | بخش مرکزی شهرستان کبودرآهنگ       | جزاوان          | ۸۰             | ۶              | ۹            | ۱۲                  | ۸۰                  |
| شهریولوقناتی                | بخشی نامعلوم در شهرستان کبودرآهنگ | قوره جنیه       | ۱۵             | ۳              | ۳            | ۲                   | ۴                   |
| عباس بلاغی                  | بخشی نامعلوم در شهرستان کبودرآهنگ | داس قلعه        | ۳۰۰            | ۴              | ۶            | ۲۰                  | ۶                   |
| عزیز کهریزی                 | بخش گل تپه شهرستان کبودرآهنگ      | گل تپه          | ۸۰             | ۶              | ۵            | ۱۰                  | ۲۰                  |
| علی بلاغی                   | بخشی نامعلوم در شهرستان کبودرآهنگ | داس قلعه        | ۱۰۰            | ۵              | ۳            | ۱۵                  | ۱                   |
| علی بلاغی                   | بخشی نامعلوم در شهرستان کبودرآهنگ | گاوزبان         | ۷۰             | ۳              | ۴            | ۱۵                  | ۲۰                  |
| علیرضا بلاغی                | بخشی نامعلوم در شهرستان کبودرآهنگ | داس قلعه        | ۶۰             | ۳              | ۴            | ۱۰                  | ۳                   |
| علیرضا بلاغی                | بخشی نامعلوم در شهرستان کبودرآهنگ | داس قلعه        | ۱۵۰            | ۳              | ۶            | ۱۰                  | ۲                   |
| قره باغی                    | بخشی نامعلوم در شهرستان کبودرآهنگ | ولی محمد        | ۲۰۰            | ۸              | ۹            | ۵                   | ۱۵                  |
| قره خان                     | بخش مرکزی شهرستان کبودرآهنگ       | طاس تپه         | ۶۰             | ۳              | ۴            | ۵                   | ۱۷                  |
| قره دره                     | بخشی نامعلوم در شهرستان کبودرآهنگ | داس قلعه        | ۲۰۰            | ۱۰             | ۷            | ۲۰                  | ۱                   |
| قره دره                     | بخش شیرین‌سو شهرستان کبودرآهنگ     | باش قورتاران    | ۱۱۰            | ۵              | ۷            | ۲۵                  | ۵۰                  |
| قره دره                     | بخش گل تپه شهرستان کبودرآهنگ      | گزل ابدال       | ۸۰             | ۴              | ۵            | ۵                   | ۱۰                  |
| قره قی                      | بخشی نامعلوم در شهرستان کبودرآهنگ | اقداش           | ۷۰۰            | ۱۳             | ۵            | ۴                   | ۱۰                  |
| قزل گل                      | بخش گل تپه شهرستان کبودرآهنگ      | گمین قلعه       | ۵۰۰            | ۵۰             | ۸            | ۳۵                  | ۷۰                  |
| قطاس                        | بخش مرکزی شهرستان کبودرآهنگ       | داستلعه         | ۲۲۵            | ۱۵             | ۰            | ۲۵                  | ۵۰                  |
| قطران دره                   | بخشی نامعلوم در شهرستان کبودرآهنگ | داس قلعه        | ۱۰۰            | ۴              | ۸            | ۱۰                  | ۱٫۵                 |
| قمیش لی گلی                 | بخش گل تپه شهرستان کبودرآهنگ      | علی صدر         | ۳۰۰            | ۱۵             | ۴            | ۲۵                  | ۲۰۰                 |
| قنات بالاروستا              | بخش گل تپه شهرستان کبودرآهنگ      | اقبلاق مرشد     | ۷۵۰            | ۵۰             | ۲۰           | ۳۰                  | ۴۰                  |
| قنات داش تویوسی             | بخش مرکزی شهرستان کبودرآهنگ       | اکنلو           | ۱۴۰۰           | ۶۰             | ۲۵           | ۴۵                  | ۶۰                  |
| قنات قره گل                 | بخش مرکزی شهرستان کبودرآهنگ       | قره گل          | ۲۰۰۰           | ۱۰۰            | ۱۰           | ۲۰                  | ۱۲۰                 |
| قنات کینی                   | بخش گل تپه شهرستان کبودرآهنگ      | دالیجو          | ۵۰             | ۵              | ۵            | ۲                   | ۴                   |
| قوردلارکهریزی               | بخشی نامعلوم در شهرستان کبودرآهنگ | کوهین           | ۵۰۰            | ۲۵             | ۱۲           | ۴۰                  | ۲۵۲                 |
| قوش قیس                     | بخش گل تپه شهرستان کبودرآهنگ      | اقچه قیه        | ۳۰۰            | ۲۰             | ۵            | ۲۵                  | ۲۰                  |
| قولتوق بولاقی               | بخش گل تپه شهرستان کبودرآهنگ      | الان سفلی       | ۵۰             | ۳              | ۱۲           | ۱۰                  | ۱۰۰                 |
| قونشوق حترفرلجه             | بخشی نامعلوم در شهرستان کبودرآهنگ | داس قلعه        | ۵۰             | ۷              | ۸            | ۳۵                  | ۸۰                  |
| لادقی                       | بخش گل تپه شهرستان کبودرآهنگ      | عظیم دره        | ۳۰۰            | ۱۵             | ۵            | ۵                   | ۳۰                  |
| مالیجه قید                  | بخش گل تپه شهرستان کبودرآهنگ      | گزل ابدال       | ۵۰             | ۳              | ۵            | ۵                   | ۴                   |
| مالیجه قیدبالا              | بخش گل تپه شهرستان کبودرآهنگ      | گزل ابدال       | ۱۰۰            | ۵              | ۵            | ۵                   | ۱۰                  |
| محمدحسن زارعی               | بخش گل تپه شهرستان کبودرآهنگ      | اقچه قیه        | ۵۰             | ۳              | ۴            | ۱۰                  | ۶                   |
| محمدگل                      | بخشی نامعلوم در شهرستان کبودرآهنگ | طاهرلو          | ۱۰۰            | ۵              | ۱۵           | ۱۵                  | ۲۵                  |
| ملا بلاغی                   | بخشی نامعلوم در شهرستان کبودرآهنگ | داس قلعه        | ۱۵۰            | ۷              | ۴            | ۵                   | ۲                   |
| ملا بلاغی                   | بخشی نامعلوم در شهرستان کبودرآهنگ | داس قلعه        | ۵۰۰            | ۱۱۵            | ۱۲           | ۲۲                  | ۲۰                  |
| میرزابولاقی                 | بخش گل تپه شهرستان کبودرآهنگ      | الان علیا       | ۱۵۰            | ۱۵             | ۳            | ۱۰                  | ۲۰                  |
| ناصرآباد کهریزی             | بخش گل تپه شهرستان کبودرآهنگ      | اقچه قیه        | ۴۰۰            | ۲۰             | ۷            | ۲۵                  | ۴۵                  |
| نصرت اله کهریزی             | بخش گل تپه شهرستان کبودرآهنگ      | اقچه قیه        | ۵۰             | ۲              | ۴            | ۳                   | ۲٫۵                 |
| نوخ بولاق                   | بخش گل تپه شهرستان کبودرآهنگ      | طراقیه          | ۵۵۰            | ۲۷             | ۴            | ۲۰                  | ۲۵                  |
| هادوکهریزی                  | بخش مرکزی شهرستان کبودرآهنگ       | قزلجه کوهین     | ۲۵             | ۳              | ۵            | ۴                   | ۵                   |
| هندی بولاقی                 | بخش گل تپه شهرستان کبودرآهنگ      | اقچه قیه        | ۱۰۰            | ۰              | ۴            | ۵                   | ۴                   |
| چایلاغ                      | بخش گل تپه شهرستان کبودرآهنگ      | قرانقودره       | ۱۰۰۰           | ۴۰             | ۱۲           | ۱۰                  | ۴۰                  |
| چشمه                        | بخشی نامعلوم در شهرستان کبودرآهنگ | حصارکوچه باغی   | ۲۵۰۰           | ۸۰             | ۱۲           | ۱۰                  | ۱۰۰                 |
| چشمه پایین                  | بخشی نامعلوم در شهرستان کبودرآهنگ | داس قلعه        | ۳۰۰            | ۱۵             | ۵            | ۱۵                  | ۳۰                  |
| چشمه کنی پشتی               | بخش گل تپه شهرستان کبودرآهنگ      | کلیک            | ۳۰۰            | ۱۵             | ۹            | ۳۰                  | ۶۰                  |
| چمبرگاه                     | بخش گل تپه شهرستان کبودرآهنگ      | سولیجه          | ۲۵۰            | ۱۰             | ۹            | ۱۰                  | ۱۵                  |
| چمندلی دره                  | بخشی نامعلوم در شهرستان کبودرآهنگ | زین‌آباد         | ۲۵             | ۱              | ۵            | ۱٫۵                 | ۳                   |
| چهار باغ                    | بخش گل تپه شهرستان کبودرآهنگ      | گزل ابدال       | ۵۰             | ۳              | ۵            | ۱                   | ۲                   |
| کتاب بلاغی                  | بخشی نامعلوم در شهرستان کبودرآهنگ | داس قلعه        | ۱۵۰            | ۶              | ۶            | ۱۰                  | ۳                   |
| کتاب علی                    | بخشی نامعلوم در شهرستان کبودرآهنگ | داس قلعه        | ۲۰۰            | ۳              | ۶            | ۱۰                  | ۳                   |
| کمرآباد                     | بخش مرکزی شهرستان کبودرآهنگ       | شیرین سو        | ۶۰۰            | ۱۰             | ۷            | ۲                   | ۶                   |
| کندسو                       | بخش گل تپه شهرستان کبودرآهنگ      | چورمق           | ۵۰۰            | ۲۰             | ۱۲           | ۲۵                  | ۶۰                  |
| کندسوو                      | بخش گل تپه شهرستان کبودرآهنگ      | طراقیه          | ۴۰۰            | ۳۰             | ۴            | ۲۵                  | ۱۰                  |
| کندسویو                     | بخشی نامعلوم در شهرستان کبودرآهنگ | طاهران          | ۲۵۰۰۰          | ۴۰۰            | ۲۰           | ۱۲۰                 | ۴۰۰                 |
| کندکهریزی                   | بخش گل تپه شهرستان کبودرآهنگ      | سلیم سرایی      | ۵۵۰            | ۲۱             | ۱۲           | ۱۰                  | ۱۵                  |
| کندکهریزی                   | بخش گل تپه شهرستان کبودرآهنگ      | اقچه قیه        | ۳۰۰            | ۲۵             | ۵            | ۲۵                  | ۳۰                  |
| کندکهریزی                   | بخش مرکزی شهرستان کبودرآهنگ       | قزلجه           | ۳۵۰            | ۷              | ۵            | ۷                   | ۱۵                  |
| کندکهریزی                   | بخش گل تپه شهرستان کبودرآهنگ      | عظیم دره        | ۳۰۰            | ۱۵             | ۶            | ۵                   | ۲۰                  |
| کندکهریزی                   | بخش گل تپه شهرستان کبودرآهنگ      | اقبلاق          | ۱۵۰            | ۵              | ۷            | ۱٫۵                 | ۱۰                  |
| کندکهریزی                   | بخشی نامعلوم در شهرستان کبودرآهنگ | قوره جمینه      | ۱۰۰            | ۲۰             | ۳            | ۸                   | ۲۰                  |
| کندکهریزی                   | بخش گل تپه شهرستان کبودرآهنگ      | حسن‌آباد         | ۱۰۰            | ۵              | ۵            | ۱٫۵                 | ۷۵                  |
| کندکهریزی                   | بخش گل تپه شهرستان کبودرآهنگ      | اقابلاقی        | ۳۰۰            | ۱۵             | ۸            | ۶                   | ۴۰                  |
| کنی ناصر                    | بخش گل تپه شهرستان کبودرآهنگ      | قهورد سفلی      | ۳۰۰            | ۱۲             | ۹            | ۲۰                  | ۳۰                  |
| کهریز                       | بخش شیرین‌سو شهرستان کبودرآهنگ     | قادرآباد        | ۶۰۰            | ۲۰             | ۸            | ۵۰                  | ۵۵                  |
| کهریز                       | بخش گل تپه شهرستان کبودرآهنگ      | شیخ جراح        | ۲۰۰            | ۵              | ۴            | ۷                   | ۲۰                  |
| کهریز                       | بخش گل تپه شهرستان کبودرآهنگ      | الان علیا       | ۲۵۰            | ۷              | ۴            | ۳۰                  | ۵۰                  |
| کهریز                       | بخش مرکزی شهرستان کبودرآهنگ       | شیرین سو        | ۶۰۰            | ۲۰             | ۸            | ۲                   | ۰                   |
| کهریز                       | بخش گل تپه شهرستان کبودرآهنگ      | کسلان قیه       | ۳۵۰            | ۱۶             | ۳            | ۱٫۵                 | ۶                   |
| کهریز                       | بخش مرکزی شهرستان کبودرآهنگ       | سرخاب           | ۴۵۰            | ۳              | ۵            | ۲                   | ۶۰                  |
| کهریز                       | بخش گل تپه شهرستان کبودرآهنگ      | الان سفلی       | ۴۰۰            | ۲۰             | ۶            | ۱٫۵                 | ۱۰                  |
| کهریز                       | بخش گل تپه شهرستان کبودرآهنگ      | پیربادام        | ۱۰۰۰           | ۴۰             | ۲۰           | ۲۰                  | ۳۵                  |
| کهریز                       | بخش مرکزی شهرستان کبودرآهنگ       | اقلاش           | ۱۰۰            | ۶              | ۱۲           | ۱٫۵                 | ۳                   |
| کهریز                       | بخش گل تپه شهرستان کبودرآهنگ      | خالق وردی       | ۴۵۰            | ۲۵             | ۱۲           | ۶۰                  | ۱۵۰                 |
| کهریز                       | بخش شیرین‌سو شهرستان کبودرآهنگ     | عبدل‌آباد        | ۳۰۰            | ۲۰             | ۸            | ۱٫۵                 | ۰                   |
| کهریز                       | بخش مرکزی شهرستان کبودرآهنگ       | مبارک‌آباد       | ۵۰             | ۲۵             | ۱۰           | ۲۵                  | ۵۰                  |
| کهریز                       | بخش گل تپه شهرستان کبودرآهنگ      | قلیچ باغی       | ۵۰۰            | ۵۰             | ۶            | ۵                   | ۳۰۰                 |
| کهریز                       | بخش مرکزی شهرستان کبودرآهنگ       | احمدآباد        | ۷۵۰            | ۳۰             | ۱۲           | ۴۰                  | ۱۲۰                 |
| کهریز                       | بخش مرکزی شهرستان کبودرآهنگ       | واشور           | ۱۵۰۰           | ۷۰             | ۰            | ۵                   | ۳۰                  |
| کهریز                       | بخش گل تپه شهرستان کبودرآهنگ      | حسین طراقیه     | ۶۰۰            | ۳۰             | ۳            | ۳۵                  | ۸۰                  |
| کهریز                       | بخش گل تپه شهرستان کبودرآهنگ      | قلیج بافی       | ۵۰۰            | ۵۰             | ۶            | ۵                   | ۳۰۰                 |
| کهریز                       | بخش گل تپه شهرستان کبودرآهنگ      | حسن‌آباد         | ۸۰             | ۳              | ۶            | ۱٫۵                 | ۷٫۵                 |
| کهریز                       | بخشی نامعلوم در شهرستان کبودرآهنگ | سردارآباد       | ۹۰۰۰           | ۳۰۰            | ۴۰           | ۳۰                  | ۲۰۰                 |
| کهریز                       | بخش گل تپه شهرستان کبودرآهنگ      | کهنه حصار       | ۲۵۰            | ۱۰             | ۱۰           | ۵۰                  | ۱۰۰                 |
| کهریز                       | بخش شیرین‌سو شهرستان کبودرآهنگ     | اقکند           | ۵۰۰            | ۲۰             | ۷            | ۱۰                  | ۲۰                  |
| کهریز                       | بخش گل تپه شهرستان کبودرآهنگ      | حسن تیمور       | ۱۲۰            | ۱۰             | ۱۰           | ۶                   | ۵                   |
| کهریز آقبلاق                | بخش گل تپه شهرستان کبودرآهنگ      | اقبلاق مرشد     | ۷۵۰            | ۲۵             | ۲۵           | ۵۰                  | ۱۰۰                 |
| کهریز امامزاده عبدالله      | بخش شیرین‌سو شهرستان کبودرآهنگ     | قادرآباد        | ۱۷۰            | ۱۰             | ۴            | ۴۰                  | ۳۰                  |
| کهریز انجیرباغی             | بخش مرکزی شهرستان کبودرآهنگ       | انجیرباغی       | ۳۰۰            | ۲۰             | ۶            | ۱۵                  | ۵۰                  |
| کهریز دهنه                  | بخش مرکزی شهرستان کبودرآهنگ       | جیغی            | ۱۰۰            | ۱۱             | ۱۵           | ۲۵                  | ۵۰                  |
| کهریز سوو                   | بخش مرکزی شهرستان کبودرآهنگ       | قرجنلاق         | ۱۵۰            | ۳۰             | ۵            | ۳۰                  | ۳۰                  |
| کهریز ششدانگ                | بخش گل تپه شهرستان کبودرآهنگ      | گل تپه          | ۳۰۰            | ۲۰             | ۷            | ۴۵                  | ۲۰۰                 |
| کهریز قرمزی گل              | بخش مرکزی شهرستان کبودرآهنگ       | اوچ تپه         | ۲۰             | ۵              | ۵            | ۴                   | ۱۰                  |
| کهریز قزلجه                 | بخش مرکزی شهرستان کبودرآهنگ       | قزلجه           | ۲۰۰            | ۲۰             | ۱۰           | ۰                   | ۵۰                  |
| کهریز وینه                  | بخش گل تپه شهرستان کبودرآهنگ      | کهریزباباحسین   | ۹۰۰            | ۹۰             | ۳            | ۴۰                  | ۵۰                  |
| کهریزاقبلاق                 | بخشی نامعلوم در شهرستان کبودرآهنگ | اقبلاق          | ۱۵۰            | ۱۵             | ۵            | ۱۰                  | ۲۰                  |
| کهریزسو                     | بخش شیرین‌سو شهرستان کبودرآهنگ     | عبدل‌آباد        | ۶۰۰            | ۲۰             | ۸            | ۰                   | ۵۰                  |
| کهریزسوو                    | بخش مرکزی شهرستان کبودرآهنگ       | ناصرآباد        | ۱۰۰۰           | ۳              | ۱۲           | ۵                   | ۶                   |
| کهریزسوو                    | بخش مرکزی شهرستان کبودرآهنگ       | ایده لو         | ۶۰۰            | ۲۰             | ۱۰           | ۳۰                  | ۴۰                  |
| کهنه کند                    | بخشی نامعلوم در شهرستان کبودرآهنگ | مرکزی کوهین     | ۱۸۰            | ۱۸             | ۶            | ۶                   | ۱۲                  |
| کوره بلاغ                   | بخشی نامعلوم در شهرستان کبودرآهنگ | داس قلعه        | ۳۰۰            | ۵              | ۶            | ۲۵                  | ۱۵                  |
| کوره دره سی                 | بخش گل تپه شهرستان کبودرآهنگ      | طراقیه          | ۱۰۰            | ۵              | ۴            | ۶                   | ۱۰                  |
| گلاب علی سماواتی کهریزی     | بخش گل تپه شهرستان کبودرآهنگ      | اقچه قیه        | ۴۵             | ۳              | ۵            | ۳                   | ۲                   |
| گوربندی                     | بخش گل تپه شهرستان کبودرآهنگ      | گزل ابدال       | ۱۲۰            | ۰              | ۰            | ۰                   | ۱۰                  |
| گوزورمه                     | بخش گل تپه شهرستان کبودرآهنگ      | گل تپه          | ۴۵             | ۳              | ۵            | ۱۰                  | ۲۰                  |
| گوزورمه حاج علی آقاابراهیمی | بخش گل تپه شهرستان کبودرآهنگ      | گل تپه          | ۸۰             | ۴              | ۵            | ۷                   | ۱۰                  |
| گوزگلی                      | بخش گل تپه شهرستان کبودرآهنگ      | گل تپه          | ۳۰۰            | ۲۰             | ۵            | ۲۰                  | ۳۰                  |
| یاقلوبلاغ                   | بخشی نامعلوم در شهرستان کبودرآهنگ | کوهین           | ۲۵             | ۵              | ۵            | ۲٫۵                 | ۳                   |
| یانوخ دره                   | بخش گل تپه شهرستان کبودرآهنگ      | عظیم دره        | ۳۵۰            | ۳۰             | ۶            | ۶                   | ۱۰                  |
| یعقوب کهریزی                | بخشی نامعلوم در شهرستان کبودرآهنگ | جزاوان          | ۱۰۰            | ۷              | ۱۲           | ۲۵                  | ۱۰۰                 |
| یوخاری                      | بخش مرکزی شهرستان کبودرآهنگ       | جیغی            | ۵۰۰            | ۲۰             | ۱۲           | ۱۵                  | ۵۰                  |
| یوخاری دال بولاقی           | بخش گل تپه شهرستان کبودرآهنگ      | گل تپه          | ۱۰۰            | ۵              | ۵            | ۸                   | ۱۲                  |
| یوخاری سو                   | بخش گل تپه شهرستان کبودرآهنگ      | چورمق           | ۱۰۰۰           | ۴۰             | ۹            | ۳۰                  | ۷۰                  |
| یوخاری کهریز                | بخش گل تپه شهرستان کبودرآهنگ      | خواجه کندی      | ۶۰۰            | ۳۰             | ۸            | ۳۰                  | ۲۰                  |
| یوخاری کهریز                | بخش گل تپه شهرستان کبودرآهنگ      | کلبه حصاری      | ۶۰۰            | ۴۰             | ۸            | ۴                   | ۲۰                  |
| یوخاری کهریز                | بخش شیرین‌سو شهرستان کبودرآهنگ     | اقداش           | ۲۹۰            | ۱۴             | ۱۲           | ۱۰                  | ۴۰                  |
| یوخاری کهریز                | بخشی نامعلوم در شهرستان کبودرآهنگ | وصله            | ۵۰۰            | ۲۰             | ۱۲           | ۲۵                  | ۳۵                  |
| یوخاری کهریز                | بخشی نامعلوم در شهرستان کبودرآهنگ | زین‌آباد         | ۱۵۰۰           | ۵۰             | ۹            | ۶                   | ۱۵۰                 |
| یوخاری کهریز                | بخش مرکزی شهرستان کبودرآهنگ       | پیرانبار        | ۲۰۰            | ۲۰             | ۶            | ۱۰                  | ۲۰                  |
| یوخاری گل                   | بخش شیرین‌سو شهرستان کبودرآهنگ     | چهارسوق         | ۲۰۰            | ۱۰             | ۷            | ۱                   | ۱                   |
| یوسف علی کهریزی             | بخش گل تپه شهرستان کبودرآهنگ      | اقچه قیه        | ۸۰             | ۴              | ۴            | ۱۲                  | ۱۰                  |